# Emil Brandqvist
 (septembre 2022).
Emil Brandqvist, né en 1981 à Halmstad, est un batteur et compositeur suédois de jazz.

## Biographie
Brandqvist grandit dans le village de Harplinge avant de poursuivre ses études à Halmstad, Tjörn, puis Göteborg, dont il fréquente l'université.
En 2005, il forme le Emil Brandqvist Orkester avec le pianiste finlandais Tuomas Turunen. En 2012, ils sont rejoints par le bassiste suédois Max Thornberg et forment l'Emil Brandqvist Trio. Leur premier album, Pappas Vardagsrum, sort en 2011 chez Frostros Records. À compter de Breathe Out, leurs albums paraissent chez le label hambourgeois Skip Records.
Le trio se produit essentiellement en Allemagne, Suède et Finlande.

## Discographie
- 2011 : Pappas Vardagsrum
- 2013 : Breathe Out
- 2015 : Seascapes
- 2016 : Falling Crystals
- 2018 : Within a Dream
- 2020 : Entering The Woods
- 2023 : Layers of Life
- 2024 : Interludes